# Mohamed Amin
Mohamed Amin ali Mohamedamin (tatarsko Мөхәммәдәмин, Мөхәммәт Әмин, rusko  Мухаммед-Амин, Muhammed-Amin) je bil trikrat proruski kan Kazanskega kanata, * okoli 1469, † 1518, Kazan, Kazanski kanat.

## Družina
Mohamed Aminov oče,  kazanski kan Ibrahim (vladal 1467-1479), je imel najmanj dve ženi. Prva je bila nogajska princesa Fatima, mati kazanskega kana Ilhama Galija (vladal 1479-1484 in 1485-1487). Druga je bila  Nur Soltan, hčerka Nogaja Timurja, kasneje poročena z Ibrahimovim bratom in predhodnikom, kanom Halilom Kazanskim (vladal 1466-1467). Po njegovi smrti se je poročila s krimskim kanom Menglijem I. Gerajem (vladal 1478-1515).  Nur Soltan je bila mati Mohameda Amina in njegovega mlajšega brata Abdela Latifa (vladal 1496-1502).

## Vladanje
Po Ibrahimovi smrti leta 1479 je proruska stranka podprla desetletnega Mohameda Amina, medtem ko je protiruska stranka podprla njegovega starejšega polbrata Ilhama. S pomočjo Nogajcev je na prestol prišel Ilham, Mohamed Amina pa je pobegnil ali bil odpeljan  v Moskvo, kjer je v fevd dobil Kaširo. 
Leta 1482 je Ivan III. poslal proti Ilhamu vojsko, ki se je po sklenitvi sporazuma vrnila domov. Na pohodu so Rusi prvič v svoji zgodovini imeli top. Dve leti kasneje je odšla na pohod nova vojska, ki je odstavila Ilhama in na njegovo mesto postavila Mohameda Amina.
Mohamed Amin je bil verjetno premlad, da bi bil učinkovit vladar. Ilham se je s podporo ruske vojske  že naslednje leto vrnil na prestol.
Med drugim Ilhamovim vladanjem (1485-1487) je Ivan III. v Kazanski kanat poslal tretjo vojsko, ki je aprila 1487 oblegala Kazan in ga 9. julija osvojila. Ilhama so ujeli in izgnali v Vologdo, kjer je kmalu zatem umrl. Njegovo ženo in otroke so poslali v Beloozero, veliko plemičev pa so usmrtili.
Mohamed Ahmed je ponovno vrnil na kazanski prestol.  Kanat je uradno ostal neodvisen, neuradno pa očitno ne, ker je Ivan III. k svojim nazivom dodal naziv "vojvoda Bolgarije". Mohamedovo vladanje je potekalo pod stalnim nadzorom Ivana III. Kan se je dopisoval s Krimskim kanatom, vendar so vsi dopisi potovali preko Moskve, kjer so jih za Ivana III. prevedli v ruščino. Med poskusom napada Velike horde na Krimski kanat leta 1491, se je Kazanski kanat skupaj z Moskvo, Kasimskim kanatom in Nogajci  postavil na krimsko stran.
Leta 1495 je nogajska frakcija v Kazanskem kanatu poklicala na prestol Mamuka, Šabanida iz Sibirskega kanata. Mohamed Amin je poklical na pomoč rusko vojsko, po njenem umiku pa je Mamuk osvojil kazanski prestol in prisilil Mohameda Amina na beg v Moskvo. Naslednje leto so potem, ko se je Mamuk vrnil s pohoda na Arsko, zaprli mestna vrata in prisilili Mamuka na vrnitev v Sibirijo. Tokrat je najvišje plemstvo, zlasti Kol Ahmed, nasprotovalo vrnitvi Mohameda Amina. Prestol so zaupali njegovemu mlajšemu bratu Abdel Latifu. Leta 1502 so Rusi in lokalna frakcija Abdel Latifa odstavili.
Mohamed Amin je leta 1502 ponovno postal kan Kazanskega kanata. Kol Ahmeda je ukazal usmrtiti in se poročil z Ilhamovo vdovo. Nova žena ga je obrnila proti Moskvi. Junija 1505 je ukazal pobiti ruske trgovce, ki so se zbirali na letnem sejmu, in zasegel njihovo blago. Odpravil se je proti zahodu in požgal predmestja Nižnega Novgoroda, mesta pa mu ni uspelo osvojiti, ker je lokalni poveljnik osvobodil in oborožil 300 litovskih vojnih ujetnikov. Mohamed Amin je prekinil obleganje, ker so ga zaradi spora zapustili njegovi  nogajski zavezniki. Rusi ga na umiku niso zasledovali.
Leta 1506 je proti Moskvi poslal dve vojski. Prva, ki je odšla po vodi, je napadla prezgodaj in bila poražena. Druga je prišla nepričakovano in skoraj zmagala, potem pa je začela ropati in bila v protinapadu uničena. Na pohod je odšla še tretje vojska, potem pa je Kazan ponudil mir, ki ga je Moskva sprejela. Leta 1510 se je s Krima v Moskvo in Kazan odšla Mohamed Aminova mati  Nur Soltan in do neke mere zgladila odnose med nasprotnikoma. 

## Smrt
Mohamed Amin je po težki bolezni decembra 1518 umrl. Ker ni imel živih otrok, je prestol zasedel Šahgali iz  Kasimskega kanata.

## Zapuščina
Mohamed Amin je bil znan pesnik, ki je pisal v starem tatarskem jeziku. Eden od najslavnejših tatarskih pesnikov je bil tudi njegov sin Mohamedjar.

## Vira
- Kołodziejczyk, Dariusz (2011). The Crimean Khanate and Poland-Lithuania: International Diplomacy on the European Periphery (15th-18th Century). A Study of Peace Treaties Followed by Annotated Documents. Leiden: Brill. ISBN 9789004191907.
- Henry Hoyle Howorth (1880).  History of the Mongols. Part 2, str. 376-385.

| Mohamed Amin Bordžigini (1206 – 1635) |                                 |                       |
| Vladarski nazivi                      |                                 |                       |
| Predhodnik: Ilham Gali                | Kan Kazanskega kanata 1484–1485 | Naslednik: Ilham Gali |
| Vladarski nazivi                      |                                 |                       |
| Predhodnik: Ilham Gali                | Kan Kazanskega kanata 1487–1495 | Naslednik: Mamuk      |
| Vladarski nazivi                      |                                 |                       |
| Predhodnik: Abdel Latif               | Kan Kazanskega kanata 1502–1518 | Naslednik: Šahgali    |